# Mieczysław Puteczny

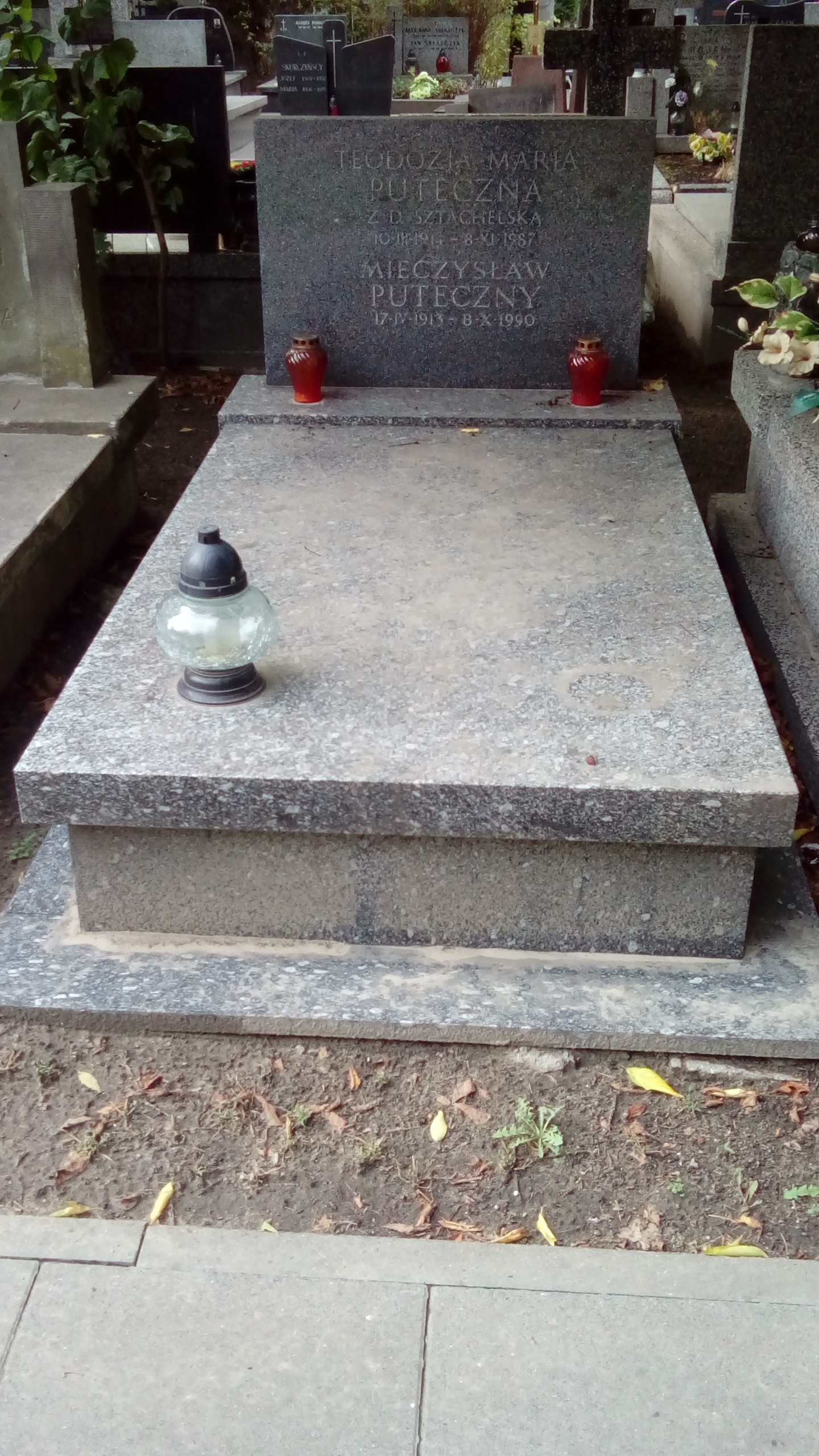
Grób Mieczysława Putecznego na Cmentarzu Wojskowym na Powązkach

Mieczysław Puteczny (ur. 17 kwietnia 1913 w Będzinie, zm. 8 października 1990 w Warszawie) – pułkownik Sił Zbrojnych Polskiej Rzeczypospolitej Ludowej, działacz PZPR.

## Życiorys
Przed wojną związany z ruchem komunistycznym, działał w KZMP, a następnie w Komunistycznej Partii Polski (od 1930). Za działalność tę był więziony w latach 1932-1935. W latach 1936–1937 służył w 39 pułku piechoty. W latach 1939–1944 przebywał na terenie ZSRR. 1 września 1943 został żołnierzem ludowego Wojska Polskiego w stopniu plutonowego. Służył jako zastępca dowódcy baterii do spraw politycznych w 1 Brygadzie Artylerii Armat im. gen. Józefa Bema, a następnie w 4 Dywizji Piechoty im. Jana Kilińskiego. Służbę na stanowisku dowódczym w KBW rozpoczął w 1946 roku. Podczas walk z Ukraińską Armią Powstańczą dowodził Grupą Operacyjną „Lubaczów” ( w 1947 liczyła 1778 żołnierzy). W czasie służby w Korpusie Bezpieczeństwa Wewnętrznego był dowódcą pułku i brygady, a następnie zastępcą dowódcy KBW do spraw politycznych, awansując do stopnia pułkownika. Funkcję tę pełnił w latach 1952–1956 (w tym czasie dowódcą KBW był gen. bryg. Włodzimierz Muś). W listopadzie 1956 został przekazany do dyspozycji Ministerstwa Obrony Narodowej. W następnych latach był m.in. zastępcą Głównego Inspektora Lotnictwa ds. politycznych, pracował też w wojskowej służbie zagranicznej służąc w Międzynarodowej Komisji Nadzoru i Kontroli w Wietnamie oraz jako attache wojskowy, morski i lotniczy Ambasady PRL w Turcji. W stan spoczynku przeszedł 3 kwietnia 1975 roku.
Wieloletni działacz PPR (od 1944) i PZPR. Delegat na I Zjazd PPR oraz na II (1954) i IV (1964) Zjazd PZPR. 18 kwietnia 1988, okazji 75-ej rocznicy urodzin, jako zasłużony działacz ruchu robotniczego, został przyjęty przez członka Biura Politycznego KC PZPR, sekretarza KC, gen. broni dr Józefa Baryłę. 
Pochowany wraz z żoną Teodozją Marią Puteczną (1914-1987) na wojskowych Powązkach (kwatera H-15-6).

## Odznaczenia
- Krzyż Srebrny Orderu Wojennego Order Virtuti Militari
- Krzyż Komandorski Orderu Odrodzenia Polski
- Order Sztandaru Pracy II klasy
- Krzyż Walecznych
- Medal 10-lecia Polski Ludowej
- Medal 30-lecia Polski Ludowej
- Medal 40-lecia Polski Ludowej
- Medal Zwycięstwa i Wolności 1945
- Złoty Medal "Siły Zbrojne w Służbie Ojczyzny"
- Srebrny Medal "Siły Zbrojne w Służbie Ojczyzny"
- Brązowy Medal "Siły Zbrojne w Służbie Ojczyzny"
- Złoty Medal "Za Zasługi dla Obronności Kraju"
- Srebrny Medal "Za Zasługi dla Obronności Kraju"
- Brązowy Medal "Za Zasługi dla Obronności Kraju"
- Medal im. Ludwika Waryńskiego (1986)[6]